# Puchar Zdobywców Pucharów w piłce siatkowej (1974/1975)
Puchar Europy Zdobywców Pucharów siatkarzy 1974/1975 – 3. sezon Puchar Europy Zdobywców Pucharów rozgrywanego od 1972 roku, organizowanego przez Europejską Konfederację Piłki Siatkowej (CEV) w ramach europejskich pucharów dla męskich klubowych zespołów siatkarskich „starego kontynentu”.

## Drużyny uczestniczące
| Państwo        | Drużyna              |
| -------------- | -------------------- |
| Belgia         | ASUB                 |
| Bułgaria       | Lewski Spartak Sofia |
| Czechosłowacja | Aero Odolena Voda    |
| Finlandia      | Porin Pyrintö        |
| Francja        | VGA Saint-Maur       |
| Hiszpania      | Real Madryt          |
| Holandia       | Interlance Zaan      |
| Izrael         | Hapoel Ha-Ogen       |
| Jugosławia     | GJK Banat            |
| Luksemburg     | Aris Bonnevoie       |
| Polska         | AZS Olsztyn          |
| Portugalia     | SL Benfica           |
| NRD            | Traktor Schwerin     |
| RFN            | Hamburger SV         |
| Rumunia        | Explorari Baia Mare  |
| Szwajcaria     | Bienne BVC           |
| Turcja         | Eczacıbaşı Stambuł   |
| Węgry          | Újpest Dózsa         |
| Włochy         | Ariccia Roma         |
| ZSRR           | Radiotechnik Ryga    |

## Runda wstępna
| Data | Drużyna 1           | Wynik | Drużyna 2           | Sety |
| ---- | ------------------- | ----- | ------------------- | ---- |
|      | Real Madryt         |       | Hapoel Haogen       |      |
|      | Hapoel Haogen       |       | Real Madryt         |      |
|      |                     |       |                     |      |
|      | Aris Bonevoie       |       | Eczacıbaşı Stambuł  |      |
|      | Eczacıbaşı Stambuł  |       | Aris Bonevoie       |      |
|      |                     |       |                     |      |
|      | Portin Pronto       |       | Újpest Dózsa        |      |
|      | Újpest Dózsa        |       | Portin Pronto       |      |
|      |                     |       |                     |      |
|      | Bienne BVC          |       | Saint Maure         |      |
|      | Saint Maure         |       | Bienne BVC          |      |
|      |                     |       |                     |      |
|      | SL Benfica          |       | ASUB                |      |
|      | ASUB                |       | SL Benfica          |      |
|      |                     |       |                     |      |
|      | Grecja              |       | Explorari Baia Mare |      |
|      | Explorari Baia Mare |       | Grecja              |      |

## 1/8 finału
| Data | Drużyna 1           | Wynik | Drużyna 2           | Sety |
| ---- | ------------------- | ----- | ------------------- | ---- |
|      | Radiotechnik Ryga   |       | wolny los           |      |
|      |                     |       |                     |      |
|      | Lewski Sofia        | 3:0   | Hamburger SV        |      |
|      | Hamburger SV        | 1:3   | Lewski Sofia        |      |
|      |                     |       |                     |      |
|      | Ariccia Roma        | 3:0   | Real Madryt         |      |
|      | Real Madryt         | 2:3   | Ariccia Roma        |      |
|      |                     |       |                     |      |
|      | Interlance Zaan     |       | Eczacıbaşı Stambuł  |      |
|      | Eczacıbaşı Stambuł  | 1:3   | Interlance Zaan     |      |
|      |                     |       |                     |      |
|      | Újpest Dózsa        | 3:0   | GJK Banat           |      |
|      | GJK Banat           | 3:1   | Újpest Dózsa        |      |
|      |                     |       |                     |      |
|      | Saint Maure         | 0:3   | Aero Odolena Voda   |      |
|      | Aero Odolena Voda   |       | Saint Maure         |      |
|      |                     |       |                     |      |
|      | Traktor Schwerin    | 3:0   | ASUB                |      |
|      | ASUB                | 1:3   | Traktor Schwerin    |      |
|      |                     |       |                     |      |
|      | Explorari Baia Mare |       | AZS Olsztyn         |      |
|      | AZS Olsztyn         |       | Explorari Baia Mare |      |

## Faza grupowa

### Grupa A
Rzym
Wyniki
| Data  | Drużyna 1         | Wynik | Drużyna 2       | Sety                         |
| ----- | ----------------- | ----- | --------------- | ---------------------------- |
| 08.02 | Radiotechnik Ryga | 3:1   | Interlance Zaan | 15:8, 2:15, 19:17, 15:7      |
| 08.02 | Lewski Sofia      | 3:2   | Ariccia Roma    | 15:6, 7:15, 7:15, 15:5, 15:3 |
|       |                   |       |                 |                              |
| 09.02 | Lewski Sofia      | 3:0   | Interlance Zaan | 15:6, 15:10, 15:8            |
| 09.02 | Radiotechnik Ryga | 3:0   | Ariccia Roma    |                              |
|       |                   |       |                 |                              |
| 10.02 | Ariccia Roma      | 3:0   | Interlance Zaan | 15:4, 15:10, 15:12           |
| 10.02 | Radiotechnik Ryga | 3:0   | Lewski Sofia    |                              |

Tabela
| Lp. | Drużyna           | Pkt | Mecze | Mecze | Mecze | Sety | Sety | Sety  |
| Lp. | Drużyna           | Pkt | M     | W     | P     | wyg. | prz. | ratio |
| --- | ----------------- | --- | ----- | ----- | ----- | ---- | ---- | ----- |
| 1   | Radiotechnik Ryga | 6   | 3     | 3     | 0     | 9    | 1    | 9.000 |
| 2   | Lewski Sofia      | 5   | 3     | 2     | 1     | 6    | 5    | 1.200 |
| 3   | Ariccia Roma      | 4   | 3     | 1     | 2     | 5    | 6    | 0.833 |
| 4   | Interlance Zaan   | 3   | 3     | 0     | 3     | 1    | 9    | 0.111 |

Źródło: 
Zasady ustalania kolejności: 1. liczba zdobytych punktów; 2. wyższy stosunek setów; 3. wyższy stosunek małych punktów.
Punktacja: zwycięstwo – 2 pkt; porażka – 1 pkt

### Grupa B
Budapeszt
Wyniki
| Data  | Drużyna 1         | Wynik | Drużyna 2           | Sety                            |
| ----- | ----------------- | ----- | ------------------- | ------------------------------- |
| 07.02 | Traktor Schwerin  | 3:0   | Explorari Baia Mare | 16:14, 15:10, 15:6              |
| 07.02 | Aero Odolena Voda | 3:2   | Újpest Dózsa        | 6:15, 10:15, 16:14, 15:10, 15:8 |
|       |                   |       |                     |                                 |
| 08.02 | Aero Odolena Voda | 3:2   | Traktor Schwerin    |                                 |
| 08.02 | Újpest Dózsa      | 3:1   | Explorari Baia Mare |                                 |
|       |                   |       |                     |                                 |
| 09.02 | Aero Odolena Voda | 3:0   | Explorari Baia Mare | 15:11, 15:8, 15:7               |
| 09.02 | Újpest Dózsa      | 3:0   | Traktor Schwerin    | 15:13, 15:12, 15:11             |

Tabela
| Lp. | Drużyna             | Pkt | Mecze | Mecze | Mecze | Sety | Sety | Sety  |
| Lp. | Drużyna             | Pkt | M     | W     | P     | wyg. | prz. | ratio |
| --- | ------------------- | --- | ----- | ----- | ----- | ---- | ---- | ----- |
| 1   | Aero Odolena Voda   | 6   | 3     | 3     | 0     | 9    | 4    | 2.250 |
| 2   | Újpest Dózsa        | 5   | 3     | 2     | 1     | 8    | 3    | 2.667 |
| 3   | Traktor Schwerin    | 4   | 3     | 1     | 2     | 5    | 6    | 0.833 |
| 4   | Explorari Baia Mare | 3   | 3     | 0     | 3     | 1    | 9    | 0.111 |

Źródło: 
Zasady ustalania kolejności: 1. liczba zdobytych punktów; 2. wyższy stosunek setów; 3. wyższy stosunek małych punktów.
Punktacja: zwycięstwo – 2 pkt; porażka – 1 pkt

## Turniej finałowy
Ankara
Wyniki
| Data  | Drużyna 1         | Wynik | Drużyna 2         | Sety                           |
| ----- | ----------------- | ----- | ----------------- | ------------------------------ |
| 28.02 | Lewski Sofia      | 3:2   | Aero Odolena Voda | 15:5, 15:8, 13:15, 14:16, 15:3 |
| 28.02 | Radiotechnik Ryga | 3:0   | Újpest Dózsa      | 15:5, 15:5, 15:8               |
|       |                   |       |                   |                                |
| 01.03 | Radiotechnik Ryga | 3:0   | Újpest Dózsa      | 18:16, 15:7, 15:4              |
| 01.03 | Aero Odolena Voda | 3:0   | Lewski Sofia      | 17:15, 15:3, 15:11             |
|       |                   |       |                   |                                |
| 02.03 | Lewski Sofia      | 3:0   | Újpest Dózsa      | 15:5, 15:12, 15:7              |
| 02.03 | Radiotechnik Ryga | 3:0   | Aero Odolena Voda | 15:4, 15:10, 15:3              |

Tabela
| Lp. | Drużyna           | Pkt | Mecze | Mecze | Mecze | Sety | Sety | Sety  |
| Lp. | Drużyna           | Pkt | M     | W     | P     | wyg. | prz. | ratio |
| --- | ----------------- | --- | ----- | ----- | ----- | ---- | ---- | ----- |
| 1   | Radiotechnik Ryga | 6   | 3     | 3     | 0     | 9    | 0    | MAX   |
| 2   | Lewski Sofia      | 5   | 3     | 2     | 1     | 6    | 5    | 1.200 |
| 3   | Aero Odolena Voda | 4   | 3     | 1     | 2     | 5    | 6    | 0.833 |
| 4   | Újpest Dózsa      | 3   | 3     | 0     | 3     | 0    | 9    | 0.000 |

Źródło: 
Zasady ustalania kolejności: 1. liczba zdobytych punktów; 2. wyższy stosunek setów; 3. wyższy stosunek małych punktów.
Punktacja: zwycięstwo – 2 pkt; porażka – 1 pkt
|}

## Klasyfikacja końcowa
| Miejsce | Drużyna              |
| ------- | -------------------- |
| złoto   | Radiotechnik Ryga    |
| srebro  | Lewski Spartak Sofia |
| brąz    | Aero Odolena Voda    |
| 4.      | Újpest Dózsa         |